# 威爾遜大道車站
威爾遜大道車站（英語：Wilson Avenue station）是紐約地鐵BMT卡納西線的一個地鐵站，位於布魯克林威爾遜大道及莫法特街交界，設有L線（任何時候停站）列車服務。

## 車站結構
| 南行 （2F） | 往卡納西-洛克威公園道（布什維克大道-阿伯丁街） | 往卡納西-洛克威公園道（布什維克大道-阿伯丁街）          |
| 南行 （2F） | 側式月台，右側開門                             |                                                         |
| 北行 (G)    | 往第八大道（哈爾西街）                         | 往第八大道（哈爾西街）                                  |
| 北行 (G)    | 側式月台，左側開門                             |                                                         |
| 北行 (G)    | 閘機、往出入口通道                             |                                                         |
| 北行 (G)    | 街道層                                         | 出入口 威爾遜大道盡頭莫法特街以東設有北行專用的輪椅斜坡 |

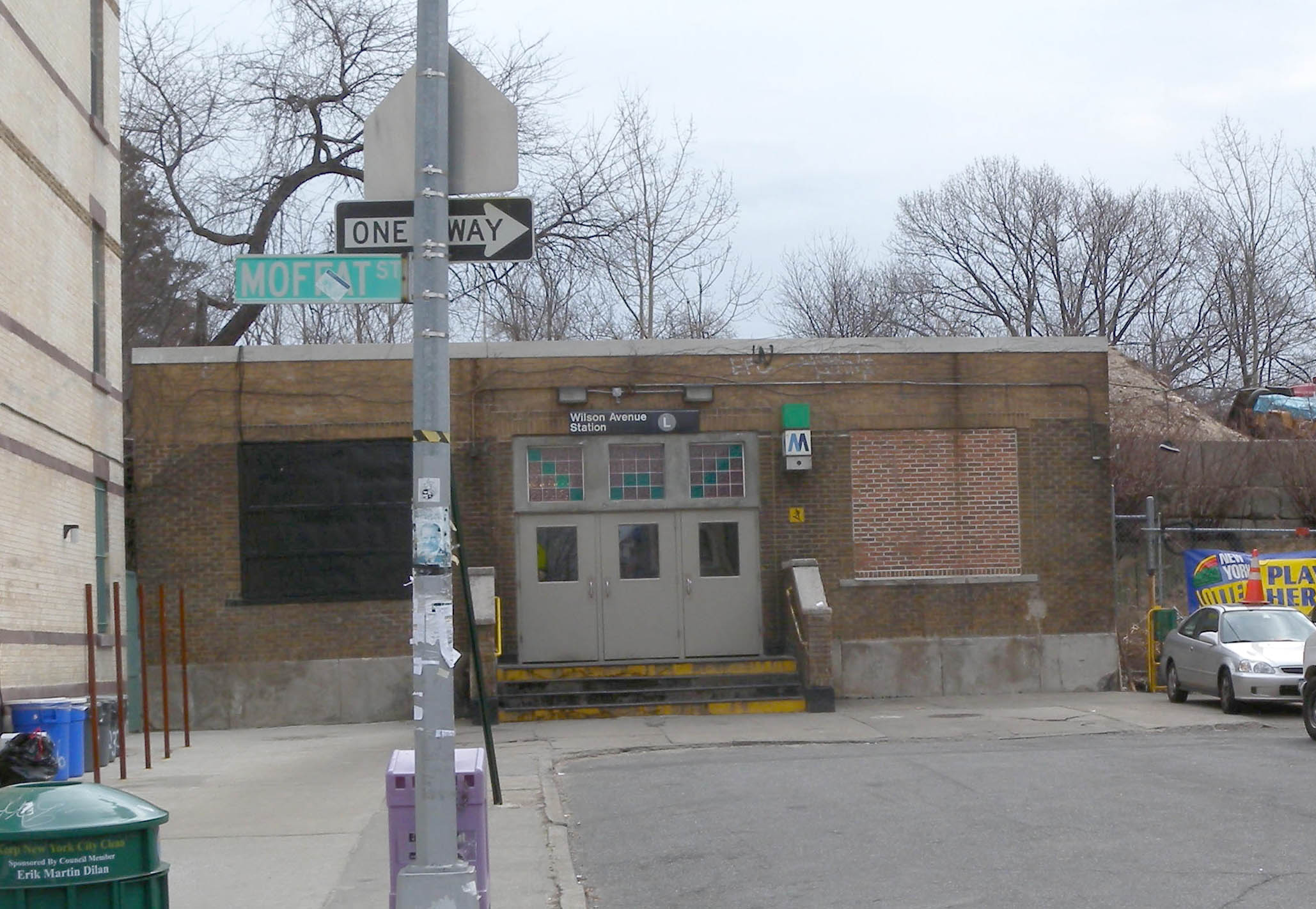
街道入口在引入輪椅斜坡和提高一級樓梯以前

此站有一些紐約地鐵唯一的車站特徵。此站分別被東面的聖三公墓和西面的紐約連接鐵路以及長島鐵路灣脊區支線夾着。兩個側式月台和兩條軌道位於不同樓層，令威爾遜大道車站成為卡納西線唯一的側式疊式月台車站。由於月台位於不同樓層，因此不同樓層也有不同設計。南行側位於一個低矮的高架結構；一離開車站南面，南行軌道跨過中央大道以後進入隧道前往布什維克大道-阿伯丁街。北行側位於南行側下方，因此該部分令人以為位於地底，但是實際上位於街道層。

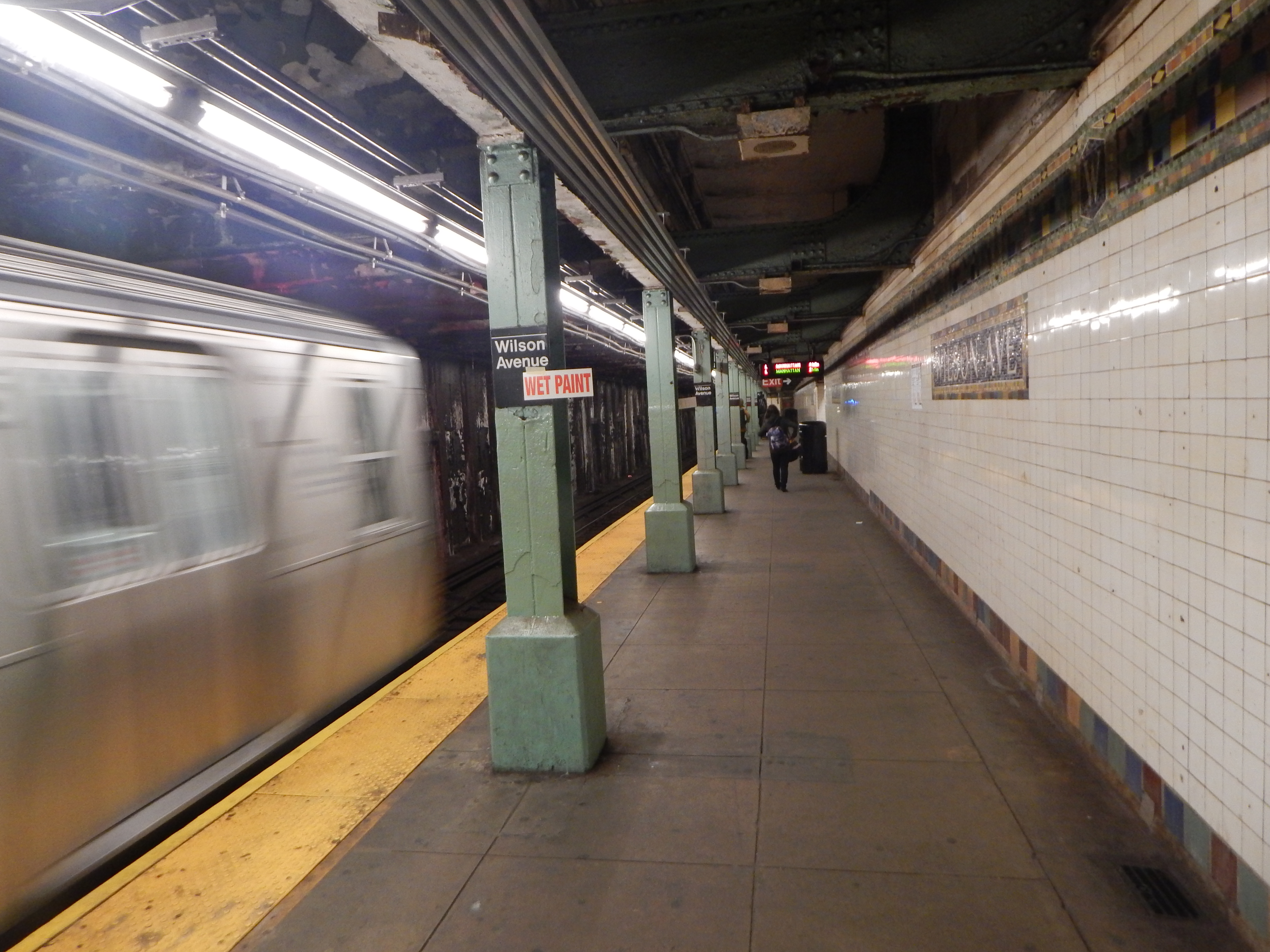
北行月台

此站進行了300至500萬美元的翻新，在威爾遜大道入口加入斜坡，在地面層往曼哈頓方向月台引入了無障礙通行。高架的卡納西方向月台未有計劃無障礙通行，當局稱興建升降機到卡納西方向月台層更為昂貴。

## 延伸閱讀
- Lee Stokey. Subway Ceramics : A History and Iconography. 1994. ISBN 978-0-9635486-1-0

## 外部連結
- nycsubway.org—BMT Canarsie: Wilson Avenue
- Station Reporter — . stationreporter.net.   [2017-12-16]. （原始内容存档于2013-06-30）.
- The Subway Nut — Wilson Avenue Pictures （页面存档备份，存于）
- Wilson Avenue entrance from Google Maps Street View
- Upper platform from Google Maps Street View
- Lower platform from Google Maps Street View